# АНЦ
Аптечна мережа «АНЦ» (до 2013 — Аптека низьких цін) — українська аптечна мережа, заснована 2000 року в Запоріжжі.

## Історія
2000 року в Запоріжжі компанія Аптека-Магнолія заснувала бренди «Аптека „АНЦ“» та «Благодія». Впродовж перших 10 років діяльність мережі поширювалася на сусідні області, згодом вийшла на ринки Києва та Одеси[ангажоване джерело]. 31 липня 2021 року мережа аптек «АНЦ» відкрила тисячну аптеку[ангажоване джерело].
З 2023 року розпочалося впровадження розрахунків за допомогою криптогаманця. Також компанія запровадила систему «Лікомати АНЦ», які дозволяють забирати замовлення без черг[ангажоване джерело].
Станом на осінь 2023 року мережа аптек налічувала 1100 одиниць у 138 містах України з понад 7 тис. співробітників[ангажоване джерело][ангажоване джерело]. У 2023 році холдинг «Аптека-Магнолія», частиною якого є «Аптека „АНЦ“», очолював рейтинг за товарообігом медичних виробів в Україні.

## Відзнаки

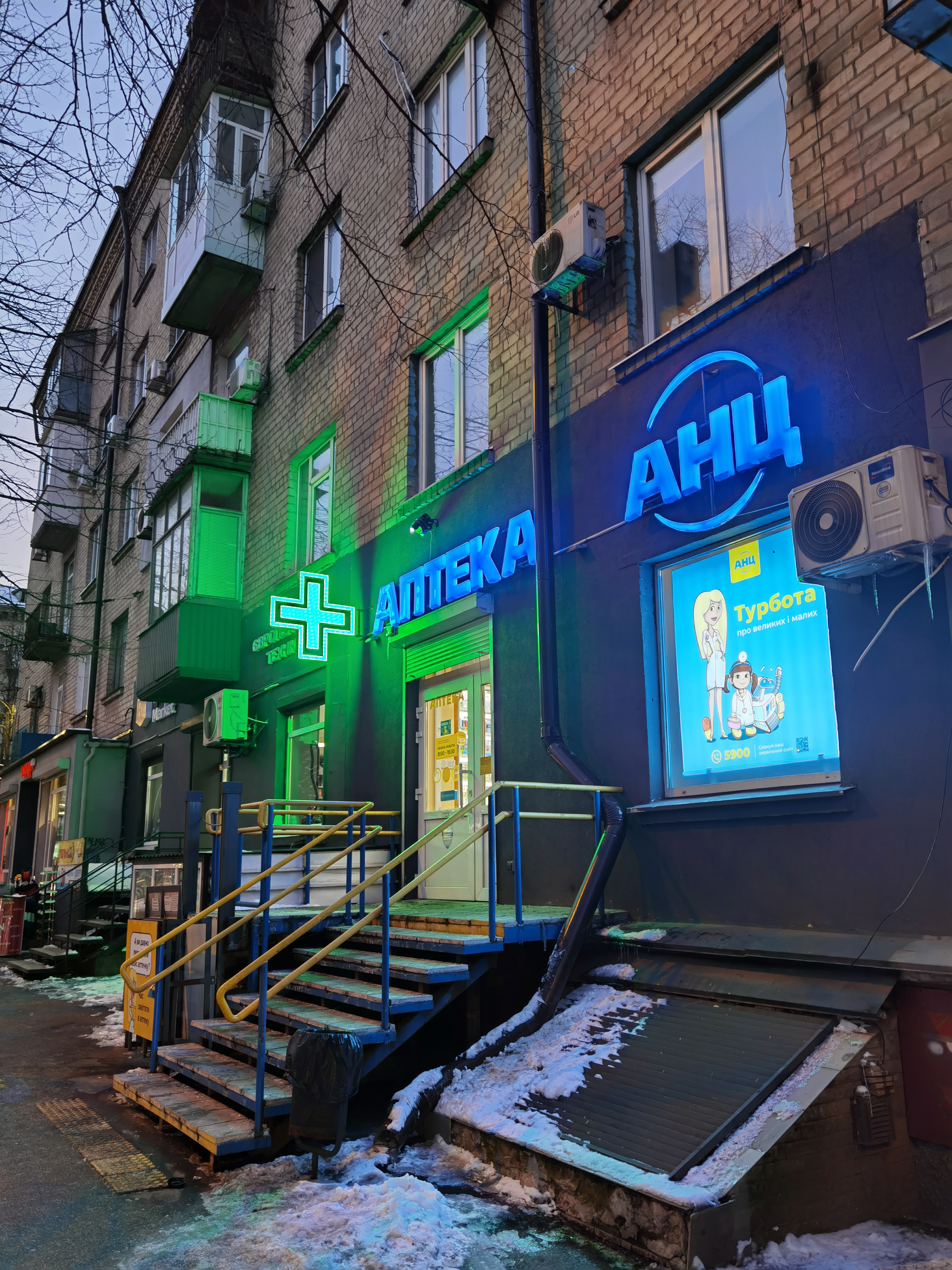
Аптека АНЦ в Дніпрі.

У 2021—2022 роках діяльність компанії була відзначена кількома професійними нагородами. Зокрема, мережа перемагала в номінаціях «Мережа аптек року» та «Найкраща аптека» за версіями конкурсів «Вибір року» та «Українська народна премія». Проєкт компанії з управління персоналом був відзначений премією «HR — бренд Україна 2021».

## Критика та суперечки

### Справа АМКУ щодо введення споживачів в оману
У 2017–2018 роках Антимонопольний комітет України (АМКУ) провів розслідування щодо використання аптечною мережею «АНЦ» назви «Аптека низьких цін». АМКУ встановив, що ця назва могла вводити споживачів в оману, оскільки ціни на деякі лікарські засоби в аптеках мережі були вищими, ніж у конкурентів. Такі дії було кваліфіковано як порушення Закону України «Про захист від недобросовісної конкуренції». За результатами розслідування АМКУ видав обов’язкові до виконання рекомендації припинити використання назви «Аптека низьких цін» у вивісках та рекламі. Рекомендації стосувалися понад 2300 аптечних закладів, що діяли під цим брендом по всій Україні.

### Розслідування щодо подорожчання медичних масок
У березні 2020 року, під час пандемії COVID-19, Київське обласне територіальне відділення АМКУ розпочало розслідування проти кількох аптечних мереж, включно з групою компаній «Аптека низьких цін» (зокрема ТОВ «Аптека низьких цін ТМ» і ТОВ «Аптека АНЦ»). Причиною стало різке підвищення цін на медичні маски, які в окремих випадках зростали вдесятеро порівняно з початковими. АМКУ вбачав у цих діях ознаки антиконкурентних узгоджених дій, що порушують законодавство про захист економічної конкуренції. 
У квітні 2020 року, після рекомендацій АМКУ, більшість аптечних мереж, включно з «АНЦ», взяли на себе зобов’язання знизити торговельну націнку на маски до 1 гривні.